# 宇野村 (岡山県)
宇野村（うのそん）は、かつて岡山県上道郡の西部に存在した自治体である。

## 概要
備前国上道郡宇治郷に属した原尾島村・中島村・八幡村・穝村の4村と、元御野郡広世郷（弘西郷）の竹田村および元御野郡出石郷の東川原村・西川原村・浜村が合併して成立した。村名は宇治郷の「宇」と御野郡の「野」を合わせて宇野村と命名された。
旭川下流左岸に位置したが、元々は村域の中央を流れており、御野郡4村は同川右岸に位置していた。文禄3年の岡山城改築の際に宇喜多秀家によって現在の川筋に変更されたことにより御野郡4村も左岸側に位置することになったが、郡界変更は明治9年まで行われなかった。なお御野郡竹田村と上道郡中島村の間の旧河道は、承応年間に洪水対策のため開削された百間川に利用された。
地勢は平坦で農業が発達した。操山が原尾島の南東部にあった。
旧村域は現在、宇野小学校区と旭竜小学校区に分かれている。

## 沿革
- 元禄13年（1700年） - 当時の御野郡浜村・上道郡国富村の敷地に後楽園が完成する[1]。
- 1876年（明治9年） - 御野郡浜村・竹田村・東川原村・西川原村を上道郡に編入。
- 1883年（明治16年）2月15日 - 連合戸長役場制度発足により、上道郡第二部戸長役場を原尾島村に設置し、同村および浜村・西川原村・東川原村・竹田村・穝村・八幡村・中島村を管轄[2]。
- 1889年（明治22年）6月1日 - 町村制の施行により、第二部戸長役場管轄区域の8村が合併して村制施行し、宇野村が発足。旧村名を継承した8大字を編成し、役場を原尾島に設置[1]。
- 1931年（昭和6年）4月1日 - 岡山市に編入。同日宇野村廃止。

## 合併後
村政時の8大字は岡山市の大字として継承されたが、その後以下のように変更された。
原尾島は一部が1973年から1981年にかけて原尾島1〜4丁目・国富3丁目・穝東町1丁目・藤原西町1丁目となった。
中島は一部が1973年に八幡東町となった。
八幡は一部が1973年に八幡東町・高島1丁目となった。
穝は一部が1973年から1981年にかけて穝東町1〜2丁目・高島2丁目・原尾島1丁目となった。
西川原は一部が1981年に西川原1丁目・浜1〜2丁目となった。
浜は一部が1981年に浜1〜3丁目・西川原1丁目・国富となった。

## 行政

### 戸長
- 郡区町村編制法施行後（1878年12月3日 - 1883年2月15日）
  - 浜村：小橋三次郎 - 岩藤来八郎
  - 西川原村：高橋卯喜太
  - 竹田村：安井虎吉
  - 東川原村：北村深三郎
  - 原尾島村：岡広面
  - 穝村：岡広面（1882年11月18日まで兼務） - 松島吾平
  - 八幡村：島村松次郎
  - 中島村：津島幸五郎 - 西崎常太郎 - 中島左平太
- 上道郡第二部戸長役場（1883年2月16日 - 1889年5月）：（不明） - 津島文太 - 津島幸五郎 - 岩藤良太 - 三沢一策

### 歴代村長
| 代                                                             | 氏名       | 就任年月日                | 退任年月日                | 備考           |
| -------------------------------------------------------------- | ---------- | ------------------------- | ------------------------- | -------------- |
| 初                                                             | 津島文太   | 1889年（明治22年）9月29日 | 1893年（明治26年）3月18日 |                |
| 2                                                              | 吉田則安   | 1893年（明治26年）3月28日 | 1894年（明治27年）12月9日 |                |
| 3                                                              | 津島文太   | 1894年（明治27年）12月5日 | 1896年（明治29年）3月16日 | 死亡のため辞職 |
| 4-6                                                            | 島村平二   | 1896年（明治29年）8月1日  | 1908年（明治41年）7月31日 |                |
| 7-8                                                            | 津島幸五郎 | 1908年（明治41年）8月17日 | 1914年（大正3年）12月25日 |                |
| 9                                                              | 小津常次   | 1915年（大正4年）2月19日  | 1915年（大正4年）4月9日   | 死亡のため辞職 |
| 10-13                                                          | 吉田猪八郎 | 1915年（大正4年）4月28日  | 1931年（昭和6年）3月31日  |                |
| 参考文献 - 岡山県市町村合併誌 市町村編 6頁（岡山県、1960年）、 |            |                           |                           |                |

## 教育
- 上道郡宇野村立宇野尋常高等小学校（現・岡山市立宇野小学校）[1]

## 交通

### 鉄道
- 西大寺鉄道（1962年9月8日廃止）
  - 原尾島停車場[4] - （森下駅） - 後楽園駅
- 山陽本線（現在は旧村域に西川原駅が設置されているが当時は未開業）

### 道路
- 旧山陽道

## 出身者
- 島村久（外交官、八幡村生まれ、1850年 - 1918年）[1]
- 児島惣次郎（陸軍中将、八幡村生まれ、1870年 - 1922年）[1]
- 吉田苞（洋画家、八幡村生まれ、1883年 - 1953年）[1]